# Thalassodes rubellifrons
Thalassodes rubellifrons är en fjärilsart som beskrevs av W. Warren 1912. Thalassodes rubellifrons ingår i släktet Thalassodes och familjen mätare. Inga underarter finns listade i Catalogue of Life.